# Simulium longipalpe
Simulium longipalpe är en tvåvingeart som beskrevs av Beltyukova 1955. Simulium longipalpe ingår i släktet Simulium och familjen knott. Inga underarter finns listade i Catalogue of Life.